# آکارجا، دازکری
اکارسا، دزکیری (به لاتین: Akarca, Dazkırı) یک Köy در ترکیه است که در استان افیون قره‌حصار واقع شده‌است.